# Deutsche in Russland
Als Deutsche in Russland gelten zum einen die Russlanddeutschen, die im Zuge der Aussiedlerpolitik nicht aus Russland ausgewandert bzw. aus Kasachstan weitergewandert sind, zum anderen aber auch Einwohner Russlands mit deutscher Staatsangehörigkeit, also Auslandsdeutsche wie zum Beispiel Diplomaten, Studenten oder Geschäftsleute.
Es gibt heute schätzungsweise (noch) eine halbe Million Russlanddeutsche in Russland, wobei als entscheidendes Merkmal für die Zugehörigkeit zur Gruppe der Deutschen der Eintrag: „Nationalität: deutsch“ in amtlichen russischen Dokumenten gilt. Wer gut genug Deutsch spricht, um leicht in die Gesellschaft der Bundesrepublik Deutschland integriert werden zu können, hat die Möglichkeit, nach Artikel 116 des Grundgesetzes für die Bundesrepublik Deutschland als deutscher Volkszugehöriger anerkannt zu werden. Eine Ausreise nach Deutschland und der Erhalt der deutschen Staatsangehörigkeit bleiben theoretisch möglich.

## Personenkreise und historischer Hintergrund
- Deutsche in Russland vor Katharina II.
- Russlanddeutsche
- Kommunisten, die in den 1930er Jahren vor dem Nationalsozialismus nach Russland geflüchtet sind
- Deutsche Kriegsgefangene (1941–1955)
- Zivile Deutsche, die nach 1945 aus den von der Roten Armee besetzten Gebieten nach Russland verschleppt wurden
- Deutsche Staatsangehörige, die nach 1945 nicht aus Ostpreußen vertrieben wurden
- Strafgefangene aus der SBZ bzw. der DDR, die zum Strafantritt in die Sowjetunion deportiert wurden
- Nach Russland zurückgekehrte Aussiedler
- Auslandsdeutsche, die sich in Russland aufhalten oder niedergelassen haben und jederzeit nach Deutschland zurückkehren können

## Organisationen und Medien
Die Deutschen in Russland können auf eine bis in die Zarenzeit zurückreichende, wenn auch nicht ununterbrochene Tradition von eigenen Organisationen und Medien zurückblicken. So wurden viele von ihnen im neuen Russland (wieder) gegründet.
Der Internationale Verband der deutschen Kultur (IVDK) wurde 1991 gegründet und vertritt die Interessen der Begegnungszentren der Deutschen in Russland auf föderaler Ebene. Fragen des kulturgeschichtlichen Selbstverständnisses, der Sprachförderung und der Stärkung der Identität der deutschen Minderheit in Russland stehen im Mittelpunkt der Aktivitäten des IVDK. Die Föderale Nationale Kulturautonomie der Russlanddeutschen (FNKA) setzt sich vor allem für die Stärkung des rechtlichen Status der deutschen Minderheit ein. Auch die soziale Arbeit mit der deutschen Bevölkerung sowie die Zusammenarbeit mit Staatsorganen und zivilgesellschaftlichen Institutionen der Russischen Föderation gehören zum Tätigkeitsbereich der FNKA, deren Präsident der russlanddeutsche Kulturaktivist Heinrich Martens ist.
Mit Bleibehilfen unterstützt die Bundesrepublik Deutschland die Bereitschaft derjenigen, die sich noch zu einer Aussiedlung nach Deutschland entschließen könnten, in Russland zu verbleiben.

### Deutschsprachige Medien
Deutschsprachige Zeitungen gab es in Moskau und Sankt Petersburg bereits in der Zarenzeit. In den Wirren der Oktoberrevolution untergegangen wurden sie teilweise nach dem Ende der Sowjetunion neu belebt. Hinzugekommen sind im Zeitalter des Internets mehrere Onlinemedien aus Russland in deutscher Sprache.
Die Moskauer Deutsche Zeitung (MDZ) ist eine solche deutschsprachige Zeitung, die aktuell zweimal im Monat und auszugsweise auch online erscheint. Sie geht auf eine gleichnamige Tageszeitung der Zarenzeit zurück. Die Print-Ausgabe der MDZ hat eine Auflage von ca. 25.000 Exemplaren. Das Internet-Portal rusdeutsch.ru (russisch) bzw. rusdeutsch.eu (deutsch) informiert regelmäßig und umfangreich über die kulturellen und politischen Entwicklungen in Russland, die die dort lebenden Deutschen betreffen.
In Russland beheimatet und von Auslandsdeutschen betrieben sind weiterhin die Onlinezeitungen Russland.ru (Tarusa, Oblast Kaluga mit Internet-TV Russland.tv), Russland Aktuell (Moskau) und Sankt Petersburger Herold. Eine weitere Zeitung mit Printausgabe ist die Sankt Petersburgische Zeitung.